# Ferry (Alaska)
Ferry è un CDP degli Stati Uniti d'America, situato nello Stato dell'Alaska e in particolare nel Borough di Denali.